# 哈欽森縣 (南達科他州)
哈欽森縣（英語：Hutchinson County）是美国南达科他州東南部的一個縣，面積2,109平方公里。根据2020年美國人口普查，共有人口7,427人。縣治奧利韋。該縣成立於1862年，縣名紀念第一任達科他領地州務卿約翰·哈欽森（John Hutchison）。